# ماسیمو د سانتیس
ماسیمو د سانتیس بازیگر اهل ایتالیا است. ‏او در مدرسه بازیگری زیر نظر بئاتریچه براکو آموزش دیده است.
از فیلم‌ها یا مجموعه‌های تلویزیونی که وی در آن‌ها نقش داشته‌است، می‌توان به واحد ضد مافیا و معجزه در سنت آنا اشاره نمود.